# Lucy Hutchinson
Lucy Hutchinson, angleška biografinja in pisateljica, * 1620, † 1681.
Njeno delo Order in Disorder (Red in nered) velja za prvi ep, ki ga je napisala ženska v angleščini.